# Гірке (Угловський район)
Гі́рке (рос. Горькое) — село (колишнє селище) у складі Угловського району Алтайського краю, Росія. Входить до складу Лаптєвської сільської ради.

## Населення
Населення — 15 осіб (2010; 60 у 2002).
Національний склад (станом на 2002 рік):
- росіяни — 69 %